# آسفالت (کنتاکی)
آسفالت (به انگلیسی: Asphalt) یک منطقهٔ مسکونی در ایالات متحده آمریکا است که در شهرستان ادمونسن، کنتاکی واقع شده‌است. آسفالت ۱۹۹٫۹۵ متر بالاتر از سطح دریا واقع شده‌است.